# 癒月
癒月（ゆづき、9月18日 - ）は、日本の女性歌手。ネット声優の活動も行っている。

## 来歴
幼少時から歌を歌ったり演技をする事が好きで、専門学校を卒業後、個人サイトを作り、ネットを中心に2004年頃から歌や声を使った活動を始めた。
PCゲーム『ひぐらしのなく頃に』のBGMを担当していた作曲家のdaiと出会い、daiの所属する同人グループ『M.Graveyard』が作った同人音楽アルバム「Thanks/you」にて「you」「想い」の2曲にボーカルとして参加。
ボーカルのみならず、自身で作詞・作曲を手掛けることもある。「you」も彼女による作詞である。また、 Yukiと共に音楽グループ「雪月」を結成し、自作音楽の公開も行っている。
同人活動を行う傍らでメジャーにも進出しつつあったが、2008年に発売されたアルバム『START!』で本格的にメジャーデビューを果たす。

## 商業作品

### 楽曲
- you -Visionen im Spiegel （CD『かけらむすび』 - 株式会社フロンティアワークスより販売）
- you Vocal version（CD『ひぐらしのなく頃に奏』- 合同会社初音より発売）
- common wish （CD『こころむすび』 - 株式会社フロンティアワークスより販売）
- 二人の時間 / スタート （CD『かみぱに! オリジナルサウンドトラック』、『かみぱに!』EDテーマ、TEAM Entertainmentより、2008年4月16日発売）
- 青い空と白い翼（CD『Deep Blue Sky & Pure White Wings / 青い空と白い翼』、『水平線まで何マイル？』EDテーマ、2008年10月12日発売）
- START! （CDアルバム、TEAM Entertainmentより、2008年2月14日発売）

1. プロローグ
2. はじまりの合図
3. ふと気がつけば
4. ハッピースマイル
5. あと5分
6. 二人の時間
7. if
8. ほころび
9. 別れの日
10. ぬけがら
11. time
12. スタート

- 散りゆく時の中で（CDアルバム、Chambers Recordsより、2008年11月28日発売）

1. Melody
2. 最後の願い
3. Interlude＃1
4. Cooking
5. 幸せのため息
6. いつまでも・・・
7. Interlude＃2
8. Please stay by my side
9. Interlude＃3
10. 春の訪れ
11. 安らぎ
12. 優しい旋律
13. そよ風にのせて 〜eternal wind〜

- 夢神殿 （CDミニアルバム、TEAM Entertainmentより、2008年12月17日発売）

1. ケアウホウ -ここではない遥かな島-
2. 月華の誓ひ
3. Bloody Moon
4. 勿忘草 -わすれなぐさ-
5. 夜明けの月
6. はじまりの旅

### コンピレーション参加
- ナツウタ2〜きみと奏でる愛の歌〜（CDアルバム、Chambers Recordsより、2008年6月27日発売）
- バンド+エイト 〜チェンバースオールスターズ〜（CDアルバム、Chambers Recordsより、2008年12月12日発売）
- Precious Road -わたしだけの地図（CDアルバム、HOBiRECORDSより、2010年5月26日発売）

## 同人作品

### ゲーム作品のボーカル
- 収穫の十二月（同人ゲーム『収穫の十二月』主題歌）
- はーもにー☆（同人ゲーム『麦屋〜ロボット探偵編〜』OPテーマ）
- FLOWER（PCゲーム『Alice in Dreamworld』EDテーマ）

### その他ボーカル（WEB公開）
- SONG （ボイスドラマ『白昼夢』主題歌）
- Prayer （ボイスドラマ『月のおまじない』主題歌）
- 「終わりの日」まで… （ボイスドラマ『LAST DAYS』主題歌）
- Start Up! （ぼいさん。サンプルボーカル）

### CD
- a little music
- dear you
- Thanks/you
- flow
- 夜を越えて
- WHITE AVALON
- yours

## 出演

### ゲーム
- 青春姫スクールプリンセス（高島葵、上代小夜子）

### 同人ゲーム
- 魔女っ子さゆりんのまじかるクエスト2（真琴）
- STARHOPE EVOLUTION（ベリル）
- ヒトナツの夢（葉月瑞菜）
- ECD〜特別編：真夏の桜〜（姫邑零菜）
- Noёl-スペシャルエディション-（フィーネ）
- 古手神社net集会所（レナ）
- Arcanum（ジーナ）
- 禽ノ哭ク刻（上総御月）
- Blood-over-（宵）
- ALIBAT（金糸雀）
- マジカルホップ（マイナ・ドリアード）
- キズナファイターズ零（宮内夏御）
- マリモパンツ（ヒトミ、ひよこ）
- Alice in Dreamworld（女王）

### ドラマCD
- めぐる季節のなかで 夏秋編（2015年、こころ）